# Uskam

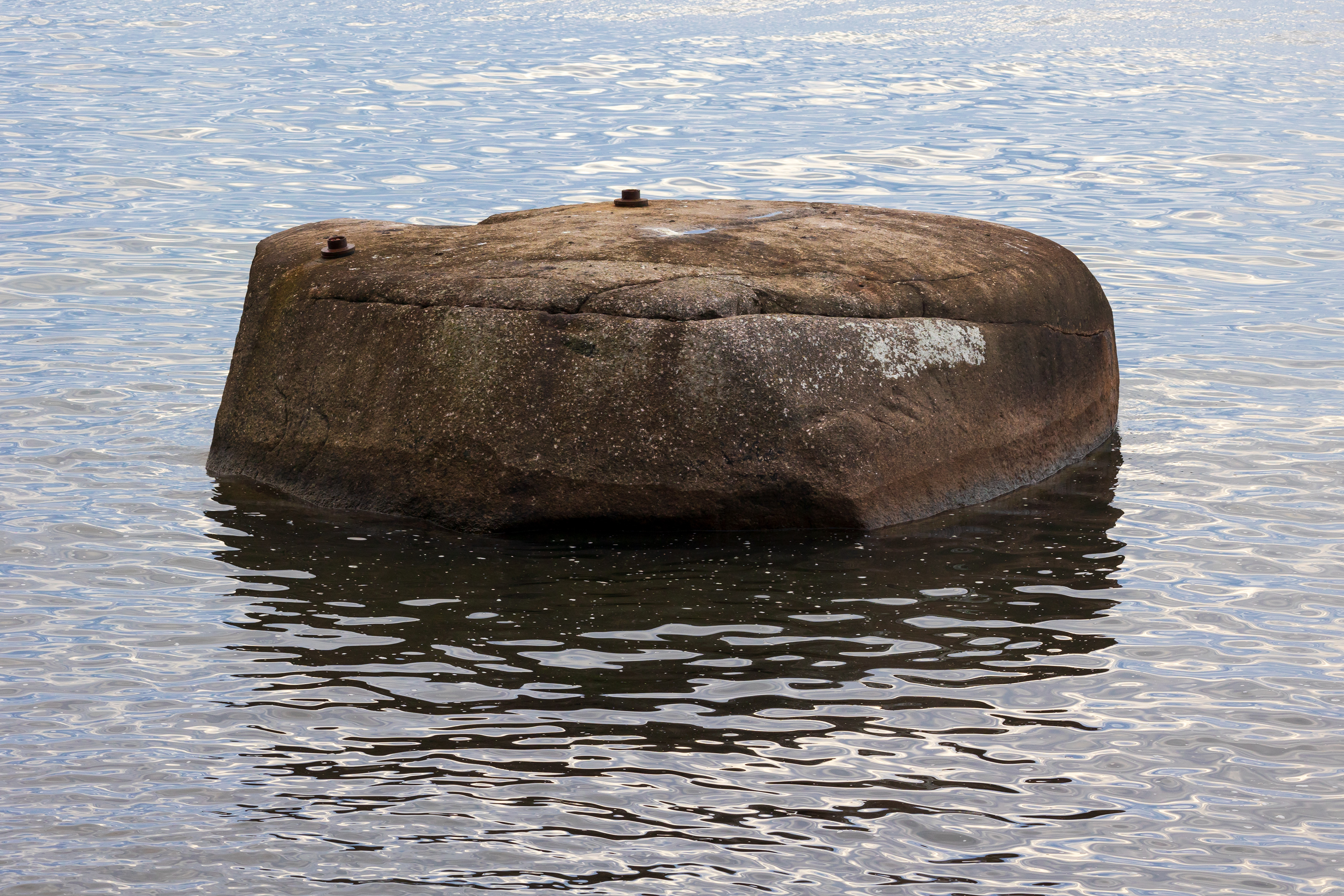
Uskam (Klein Helgoland)

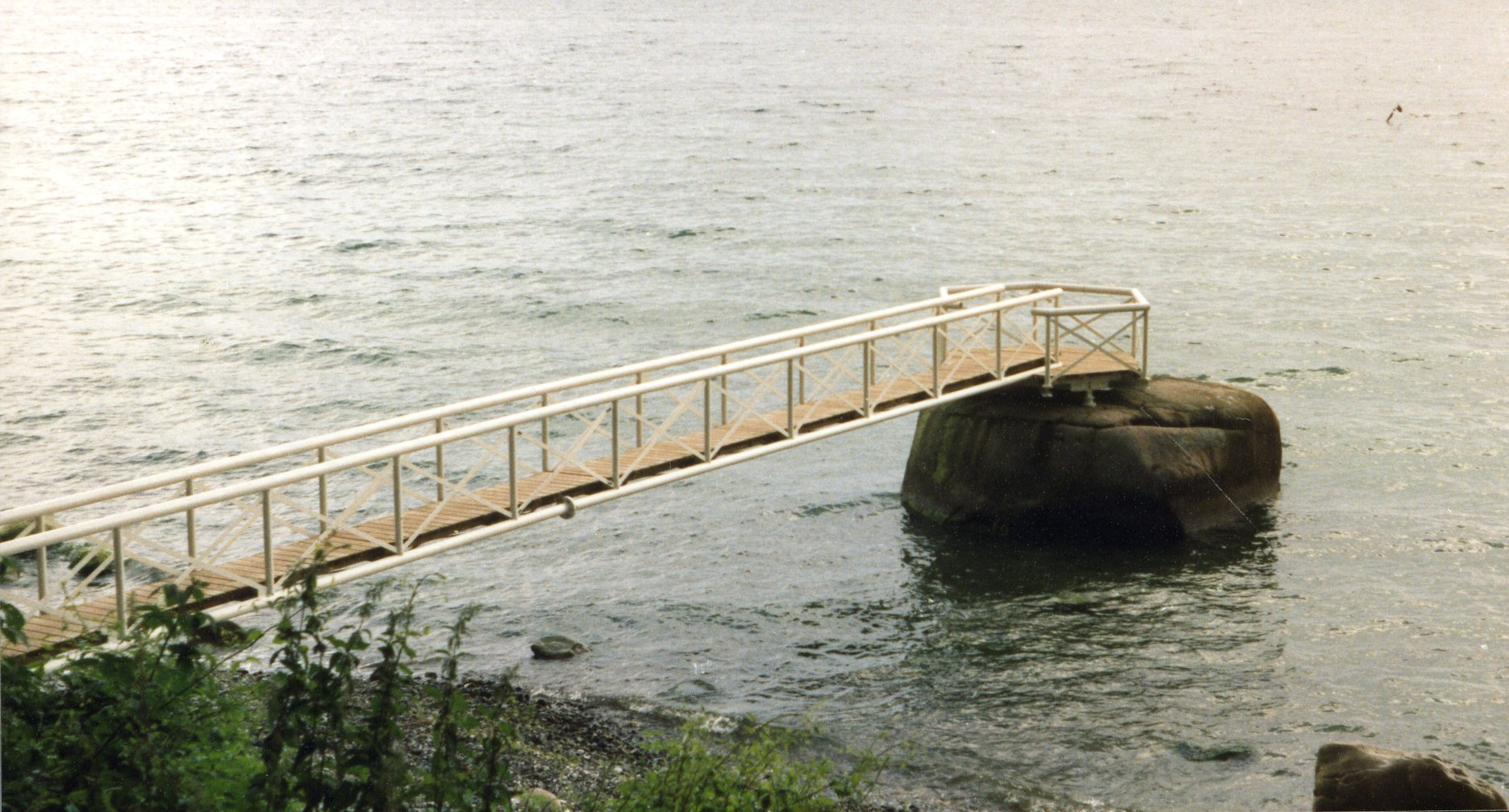
Bis 2002 die letzte Brücke

Der im unmittelbaren Uferbereich der Strandpromenade nördlich von  Sassnitz gelegene Uskam, auch aufgrund seiner Umrissform als Klein Helgoland bezeichnet, ist der sechstgrößte bekannte Findling auf der Insel Rügen.
Der aus präkambrischem Småland-Granit bestehende Findling wurde 1999 als Geotop erfasst.
Bei einem Volumen von 41 m3 besitzt er eine Masse von 110 Tonnen. Der 5,50 m lange, 4,80 m breite und 3 m hohe Findling aus dem rötlichen, alkalifeldspatreichen Granit stammt aus Südschweden und ist im Pleistozän während der letzten Eiszeit mit den Gletschern  nach Norddeutschland transportiert worden.
Der Findling konnte zeitweise über eine kleine hölzerne Seebrücke betreten werden. Bis 1912 befand sich hier das Herrenbad. Eine Sturmflut zerstörte diese Brücke am 3./4. November 1995. Die kurze Zeit später wiederhergestellte Brücke, diesmal als Metallkonstruktion, wurde durch starken Eisgang am 21. Februar 2002 erneut zerstört und seitdem noch nicht wiederhergestellt. Seit April 2021 besteht die Möglichkeit über eine neue Treppe vom Karl-Liebknecht-Ring die Strandpromenade und den Strand, vorbei an Klein Helgoland, zu erreichen. 
Der Uskam zählt wie der Buskam zu den sogenannten Adebarsteinen. Der Sage nach sollen Störche auf diesen Steinen Babys aus der Ostsee zum Trocknen abgelegt haben, um sie dann zu den Müttern ins Haus zu bringen.